# Conjunto Histórico de Melilha
O conjunto histórico de Melilha é um bem de interesse cultural em Espanha, inscrito no tecido urbano da cidade de Melilha.

## História
Em 11 de agosto de 1953, a parte antiga da cidade de Melilha, enclave espanhol na costa norte-africana, foi declarada complexo histórico-artístico por decreto publicado no Diário do Governo de 9 de setembro do mesmo ano, com a assinatura do ditador Francisco Franco e de Joaquín Ruiz-Giménez, então Ministro da Educação Nacional.
A Direcção Provincial do Ministério da Cultura adjudicou em Dezembro de 1978 a elaboração de um inventário arquitectónico, entregue em Janeiro de 1980, e a Comissão do Património de Melilha, criada em 9 de Julho de 1979, com tramitação em 11 de Fevereiro de 1980, fê-lo em 26 de Fevereiro. O Ministério da Cultura solicitou à delegação governamental que nomeasse os edifícios BIC, lista fornecida em 11 de março de 25 edifícios e em 6 de outubro foram processados os processos de 10 deles.
Em 1986, foi aprovada a ampliação do conjunto histórico da cidade, após o que lhe foi atribuído o estatuto de Bem de Interesse Cultural. A área protegida inclui Melilla La Vieja, o Ensanche Modernista e algumas partes dos distritos industriais e imobiliários.